# Xã Posey, Quận Fayette, Indiana
Xã Posey (tiếng Anh: Posey Township) là một xã thuộc quận Fayette, tiểu bang Indiana, Hoa Kỳ. Năm 2010, dân số của xã này là 508 người.